# 天市右垣二
天市右垣二(武仙座γ)也称河间，又名BD+19 3086，HD 147547、SAO 102107、HR 6095，是武仙座的一颗恒星，视星等为3.75，位于銀經35.26，銀緯41.3，其B1900.0坐标为赤經16h 17m 30.4s，赤緯+19° 41.3′ 16″。